# Ernst Reindel
Ernst Reindel (* 30. November 1899 in Magdeburg; hingerichtet zwischen dem 25. Juli 1945 und dem 15. Januar 1946 in Brest, Belarussische SSR, Sowjetunion) war ein deutscher Scharfrichter zur Zeit des Nationalsozialismus. Er vollstreckte mehrere hundert Todesurteile und wurde nach Kriegsende durch ein sowjetisches Militärtribunal zum Tode verurteilt und hingerichtet.

## Leben

### Familiärer Hintergrund: Scharfrichter-Dynastie
Reindel stammte aus einer Scharfrichter-Dynastie. Schon im ausgehenden 18. Jahrhundert vollstreckte sein Vorfahr Johann Reindel Todesurteile in Böhmen und Salzburg. Ernst Reindels Großvater Friedrich Reindel war bis 1898 langjähriger Scharfrichter in preußischen Diensten. Ernst Reindels Vater, Wilhelm Reindel, sowie dessen Brüder waren Gehilfen Friedrich Reindels. Wilhelm Reindel folgte seinem Vater im Amt nach, wurde jedoch infolge von Alkoholismus 1901 als Scharfrichter entlassen. Der Scharfrichter Alwin Engelhardt war ein angeheirateter Onkel Ernst Reindels.

### Scharfrichter zur Zeit des Nationalsozialismus
Eine erste Bewerbung Ernst Reindels als Scharfrichter bei den preußischen Behörden wurde mangels Bedarfs 1925 nicht berücksichtigt. Seinen Lebensunterhalt bestritt er als Abdeckereibesitzer in Gommern. Er wurde 1927 wegen unerlaubten Waffenbesitzes zu einer Geldstrafe verurteilt.
Nach der Machtergreifung bewarb sich der politisch nicht in Erscheinung getretene Reindel im Herbst 1933 beim preußischen Justizministerium um einen Posten als Scharfrichter. In seiner schriftlichen Bewerbung verwies er auf die Tradition des Scharfrichterwesens in seiner Familie und gab an, dass er wegen der Erblindung seines Vaters nicht als Scharfrichter angelernt worden sei. Zudem führte er aus, dass sich noch das Hinrichtungswerkzeug seines Großvaters in seinem Besitz befinde. Reindel erhielt schließlich die Stellung als vierter Scharfrichtergehilfe von Carl Gröpler mit Chance auf Bewährungsaufstieg, da er noch nie einen Menschen hingerichtet hatte und zunächst Praxis erwerben sollte. Am 19. Mai 1934 vollzog Reindel seine erste Hinrichtung, die er laut Gröpler „einwandfrei“ vornahm. Ein Jahr später hatte er bereits selbstständig mehrere Hinrichtungen vorgenommen. Nachdem Gröpler 1937 in den Ruhestand versetzt worden war, wurde Reindel dessen Nachfolger als selbstständiger Scharfrichter. Reindel hatte Gehilfen, die größtenteils schon unter Gröpler tätig gewesen waren. Auch unterstützten ihn Gehilfen aus seinem Heimatort.

Zentrale Hinrichtungsstätten und Vollstreckungsbezirke im Deutschen Reich (1944)

Durch das Reichsjustizministerium wurden 1937 zunächst drei Scharfrichterbezirke eingerichtet: Für den Norden und Westen war Friedrich Hehr zuständig, für den Süden Johann Reichhart und für den Osten Ernst Reindel. Reindel oblagen die Hinrichtungen in Berlin-Plötzensee und Breslau. Später kam noch Gottlob Bordt für Posen dazu. Am 10. Juli 1939 beantragte Reindel die Aufnahme in die NSDAP und wurde zum 1. Dezember desselben Jahres aufgenommen (Mitgliedsnummer 7.298.593). Das Reichsjustizministerium entschied aufgrund ansteigender Todesurteile 1942, mehr Scharfrichter zu beschäftigen und die Anzahl der Scharfrichterbezirke zu erhöhen. Reindel wurde dem Vollstreckungsbezirk VI zugeordnet und war als reisender Scharfrichter somit insbesondere für die Vollstreckung von Todesurteilen in den Zentralen Hinrichtungsstätten Halle/Saale (Roter Ochse), Weimar (Gerichtsgefängnis Weimar) und Dresden (Untersuchungsgefängnis Dresden) zuständig. Zeitweise nahm er Hinrichtungen aber auch andernorts vor, so in Berlin, Brandenburg und Hamburg. Unter den Hingerichteten befanden sich auch Widerstandskämpfer gegen das NS-Regime und sogenannte Rasseschänder. Bis 1943 nutzte er für Hinrichtungen neben dem Fallbeil auch das Handbeil, was eine Ausnahme darstellte. So richtete Reindel von April bis Juli 1942 im Zuchthaus Bützow-Dreibergen wegen Plünderei zum Tode Verurteilte mit dem Handbeil hin.
Reindel und weitere Scharfrichter wurden im Februar 1943 mit der Hinrichtungsmethode Hängen vertraut gemacht. Reindel bat jedoch darum, diese nicht anwenden zu müssen. Er kündigte am 1. September 1943 seine Scharfrichtertätigkeit zum 30. November 1943. Auf Nachfrage führte er steuerliche Gründe an, da nach Besteuerung seiner Einnahmen als Scharfrichter diese Tätigkeit für ihn nicht mehr lukrativ erschien. Zudem gab er an, dass er infolge steigender Hinrichtungszahlen sich nicht mehr ausreichend um seine Abdeckerei kümmern könne, die er während seiner Scharfrichtertätigkeit weitergeführt hatte. Dies war in der Justizgeschichte des nationalsozialistischen Deutschen Reiches ein „einmaliger Vorgang“. Im September 1943 erhängte Reindel mit seinen Gehilfen viele zum Tode Verurteilte in Berlin-Plötzensee, da das Fallbeil infolge eines Bombenangriffs nicht mehr funktionsfähig war. Insgesamt hat Reindel mindestens 600 bis 700 Hinrichtungen vollzogen. Nach anderen Quellen soll er nach seiner Kündigung jedoch bis 1945 Hinrichtungen vorgenommen haben.

### Nachkriegszeit: Verurteilung und Hinrichtung
Nach der Befreiung vom Nationalsozialismus wurden Reindel und weitere Scharfrichter beziehungsweise Scharfrichtergehilfen aufgrund von Kriegsverbrechen durch ein sowjetisches Militärtribunal am 17. Juni 1945 zum Tode verurteilt. Am 8. Juli 1945 wurden die Verurteilten in das belarussische Brest verbracht und dort wahrscheinlich zwischen dem 25. Juli 1945 und dem 15. Januar 1946 erschossen. Reindel wurde 1950 für tot erklärt.